# Nicolás Almagro
Nicolás Almagro Sanchez Rolle (født 21. august 1985 i Murcia, Spanien) er en spansk tennisspiller, der blev professionel i 2003. Han har igennem sin karriere (pr. august 2010) vundet syv singletitler, og hans højeste placering på ATP's verdensrangliste er en 11. plads, som han opnåede i juli 2008.

## Grand Slam
Almagros bedste resultat i Grand Slam-sammenhæng er kommet ved French Open, hvor han både i 2008 og 2010 nåede frem til kvartfinalerne.